# عدالت‌جویان جوان
عدالت‌جویان جوان (به انگلیسی: Young Justice) عنوان یک تیم خیالی ابرقهرمان، متشکل از قهرمان‌های نوجوان در کتاب‌های کامیک آمریکایی منتشر شده توسط دی‌سی کامیکس است. عدالت جویان جوان توسط نویسنده تاد دزاگو و طراح تاد ناک خلق شده‌است که برای اولین بار در ژوئن ۱۹۹۸ حضور پیدا کردند.

## اعضاء
از مهم‌ترین شخصیت‌های این سری داستان‌ها می‌توان:
تیم دریک / رابین، سوپربوی، میس مارشن، آکوالد، نایت وینگ ، کید فلش، آرتمیس کراک، زاتانا زاتارا، بیست بوی، واندر گرل، بت‌گرل، ایمپالس، بامبلبی، بلو بیتل، راکت، آیکونوسوپرمن، لاگون بوی و آرسنال را نام برد.